# Bajkalsko-amurska magistrala
Bajkalsko-amurska magistrala (BAM) (rusko Байкало-Амурская магистраль, БАМ) je neuradno ime železniške proge v vzhodni Sibiriji, ki teče med 300 in 500 km severno od transsibirske železnice.

## Trasa
Železnica BAM se v kraju Tajšet (zahodno od Bajkalskega jezera) odcepi od transsibirske železnice in po nekoliko severnejši trasi teče ravno tako proti vzhodu. Glavna trasa v Bratsku prečka reko Angaro, v Ust-Kutu Leno, nato steče čez Severobajkalsk ob severnem koncu Bajkalskega jezera, Tindo, Komsomolsk na Amurju (kjer prečka reko Amur) do pristanišč Vanino in Sovjetska Gavan ob obali Tihega oceana. Dolžina te trase je okoli 4300 km. 
S transsibirsko železnico jo povezujejo tri povezovalne proge v smeri sever - jug: med Tindo in Skovorodinom, med Novim Urgalom in Izvestkovajo ter med Komsomolskom na Amure in Voločajevko pri Habarovsku. Od ostalih stranskih odsekov sta pomembnejša med Bestuževim pri Tindi in Tommotom z načrtovanim podaljškom do Jakutska ter kratek odsek med Novim Urgalom in Čegdominom. V načrtu je tudi odsek, ki bi od Komsomolska na Amure vodil skozi podmorski predor na otok Sahalin. 

## Zgodovina
Prve zamisli o trasi so se pojavile v drugi polovici 19. stoletja kot eni izmed možnosti za vzhodni krak transsibirske železnice. Tudi ko je bila slednja zgrajena, niso ponehale zamisli o severni trasi, ki bi omogočila izkoriščanje naravih bogastev, poselitev skoraj neobljudenega dela Sibirije ter kot strateško alternativo transsibirski železnici, ki je ranljiva na najbolj vzhodnem delu, ki teče tik ob državni meji s Kitajsko. 
Prva gradbena dela na izredno zahtevni trasi so se pričela v času Stalina in leta 1937, ob 20. obletnici oktobrske revolucije, je bil odprt prvi najzahodnejši odsek. V času 2. svetovne vojne so dela obstala in nekaj odsekov so celo prestavili v Povolžje zaradi oskrbe bojišča pri Stalingradu. Leta 1944 so dela ponovno stekla na skrajnem vzhodnem kraku, kjer so glavnino delovne sile predstavljali zaporniki iz gulagov skupaj z nemškimi in japonskimi vojni ujetniki.
Po Stalinovi smrti leta 1953 so vsa dela zaustavili za dobri dve desetletji, ko so se odnosi Sovjetske zveze s Kitajsko močno ohladili. Tako so leta 1974 ponovno pričeli z deli. Glavnino delovne sile so tokrat predstavljali udarniki pod okriljem mladinske organizacije Komsomol, ves čas pa so sodelovali tudi prisilni delavci. 29. septembra 1984 je bila železnica BAM svečano odprta, vendar na otvoritev niso povabili zahodnih medijev, da bi se izognili neprijetnim vprašanjem glede stanja proge (le tretjina je bila polno operativna) in delovnih pogojev. Leta 1991 so jo razglasili za dokončno dograjeno.

## Pomen
Prve kritike projekta so se pojavile že v obdobju glasnosti v drugi polovici 80. let, po padcu komunizma pa je postalo dokončno jasno, da je bila gradnja železnice zgrešena investicija. Zaradi izredno zahtevnih pogojev (permafrost, neugodni geološki pogoji) ter geografskih pregrad (skupna dolžina 4200 mostov je približno 400 km, skupna dolžina 21 predorov pa približno 47 km) je že sama gradnja zahtevala ogromna finančna sredstva ter ogromno človeških življenj (150.000 samo med vojnimi ujetniki). Vzdrževanje vseh teh objektov je drago, zaradi česar je železnica nerentabilna. Vzdolž trase je zraslo le nekaj rudnikov sicer zelo kakovostnega črnega premoga, nič pa ni bilo z množično poselitvijo in gospodarskim razcvetom tega dela Sibirije. 
Večina proge z izjemo najbolj zahodnega dela (med Tajšetom in Ust-Kutom ob Leni) je enotirna, ravno tako je elektrificiran samo nekoliko daljši odsek med Tajšetom in Taksimom, kar obenem z delitvijo na dve železniški upravi (vzhodnosibirska na zahodu, daljnevzhodna na vzhodu) prispeva k slabi prepustnosti. Zaradi tega so padli v vodo tudi načrti, da bi železnica postala glavna tovorna prometna žila med Japonsko in zahodno Evropo, saj sodobne tovorne ladje potrebujejo manj časa za prevoz po daljših pomorskih poteh okoli Azije. 
Danes tako po železnici prevažajo naravna bogastva iz regije (nafto in premog) ter del tovora, ki ga na podlagi političnih odločitev preusmerijo z mnogo prepustnejše transs
sibirske železnice.